# Viniegra de Arriba
Viniegra de Arriba is een gemeente in de Spaanse provincie en regio La Rioja met een oppervlakte van 38,46 km². Viniegra de Arriba telt 42 inwoners (1 januari 2016).

## Demografische ontwikkeling

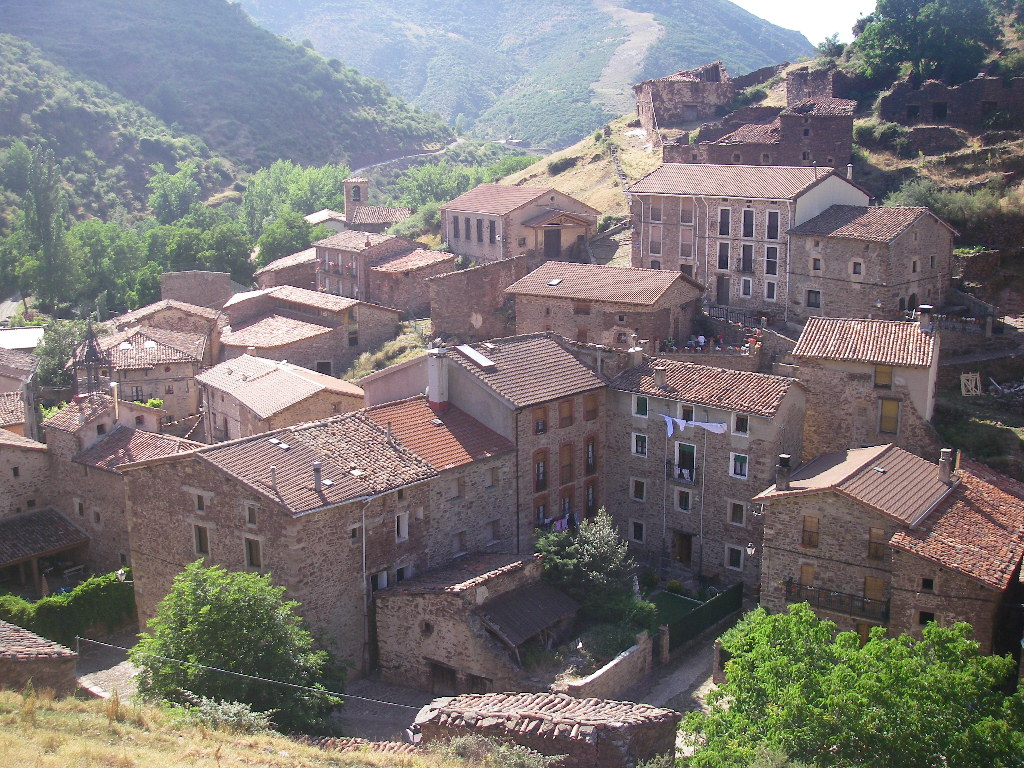

Bron: INE, 1857-2011: volkstellingen